# Şener Aşkaroğlu
Şener Aşkaroğlu (* 24. April 1980 in Kütahya) ist ein ehemaliger türkischer Fußballspieler, der zuletzt bei TKİ Tavşanlı Linyitspor gespielt hat.

## Karriere

### Verein
Şener Aşkaroğlu begann mit dem Vereinsfußball in Ankara in der Jugend von  Termikspor und wechselte 2000 in die Jugendmannschaften von İnegölspor. Anschließend spielte er bei diversen Mannschaften der TFF 1. Lig und Süper Lig. Im Sommer 2011 wechselte er zum Zweitligisten TKİ Tavşanlı Linyitspor. Als sein Vertrag nach einem Jahr auslief, wurde er nicht mehr verlängert. Daraufhin beendete Aşkaroğlu seine Karriere.